# Википедия и палестино-израильский конфликт
Палестино-израильский конфликт широко освещается в Википедии. Эта тематика стала источником постоянных споров и конфликтов редакторов в Википедии, противостояния произраильских и пропалестинских редакторов и группы. Некоторые кампании по редактированию Википедии инициировались внешними группами.
Разногласия приводят к блокировкам, ограничениям редактирования, и введению специальных правил. Стремясь к нейтральности, Википедия сталкивается с трудностями в поддержании баланса в освещении событий. Несмотря на усилия по установлению правил и сдерживанию споров, идеологические позиции продолжают влиять на содержание и редактирование статей. Война в Газе с 2023 года усилила интенсивность редактирования в данной тематической области. Освещение конфликта в Википедии значительно различается в разных языковых разделах энциклопедии.

## История

Изображение, используемое на странице вики-проекта WikiProject Israel Palestine Collaboration

После окончания Второй интифады журналист Омер Беньякоб предположил, что произраильские и пропалестинские редакторы Википедии образовали «два враждующих лагеря». В 2006 году были созданы тематические вики-проекты (группы участников Википедии по определённой тематической области): в сентябре 2006 года — WikiProject Israel для улучшения освещения тем, связанных с Израилем; спустя два месяца — WikiProject Palestine. В 2008 году создан WikiProject Israel Palestine Collaboration для согласованного усилий по редактированию, на странице которого было заявлено: «В теме, терзаемой противоречивыми историческими нарративами, мы работаем над тем, чтобы сделать Википедию наиболее сбалансированной точкой отсчёта по этому конфликту. Помогите нам построить мосты и сломать барьеры в самом трудноразрешимом конфликте в мире».
В 2008 году пропалестинская организация The Electronic Intifada опубликовала утечку электронных писем произраильского наблюдательного Комитета по точности в освещении событий на Ближнем Востоке в Америке (CAMERA), которые, как утверждалось раскрывали организованную кампанию влияния на Википедию. В результате этого по меньшей мере пять редакторов получили бессрочные баны в Википедии. В том же году, после того как споры по поводу Второй интифады и других статей об израильско-палестинском конфликте достигли апогея, Арбитражный комитет Википедии принял решение о введении специальных правил для редактирования статей, связанных с конфликтом. Редакторы должны были сделать более 500 правок в течение как минимум 30 дней, чтобы редактировать статьи, связанные с конфликтом, могут сделать только один возврат правки в день по всей области и могут быть отстранены от редактирования связанных статей. Решение было подтверждено и расширено в 2009 и 2015 годах.
В августе 2010 года две израильские группы, Совет поселений Иудеи и Самарии и My Israel, провели курс по редактированию Википедии, как утверждается, «с просионистской точки зрения». Директор Совета поселений Нафтали Беннетт заявил: «Мы не хотим менять Википедию или превращать её в пропагандистское орудие. Мы лишь хотим показать другую сторону. Люди думают, что израильтяне — подлые, злые люди, которые только и хотят, что причинять боль арабам». В ответ Абед А-Нассар, председатель Ассоциации палестинских журналистов, призвал палестинские учреждения сделать статьи Википедии более пропалестинскими и противостоять тому, что он назвал израильской «войной в области связей с общественностью».
В 2013 году израильская газета Haaretz сообщила о бессрочной блокировке в Википедии редактора, не сообщившего, что он является сотрудником израильской некоммерческой организации NGO Monitor. Решение было также обосновано тем, что он «предвзято» редактировал статьи Википедии на английском языке о палестино-израильском конфликте.
В декабре 2017 года, после того как президент США Дональд Трамп объявил, что США признают Иерусалим столицей Израиля, Википедия последовала этому примеру, что вызвало споры среди редакторов. В то время в статьях Википедии на английском и иврите говорилось, что Иерусалим является столицей Израиля, в то время как в статье Википедии на арабском было написано, что по заявлениям Израиля этот город является его столицей, но находится в оккупированной Палестине.
В ноябре 2020 года Haaretz сообщила, что статья «Бантустаны Западного Берега», сравнивающая контроль Израиля над Западным берегом с политикой анклавов только для чернокожих в ЮАР эпохи апартеида, указывает на возможный сдвиг консенсуса Википедии относительно уподобления Израиля режиму апартеида. По утверждению редакторов, тот факт, что статья выносилась на удаление, но была оставлена, показывает, как реальные политические события, такие как мирный план Трампа и обещание Биньямина Нетаньяху аннексировать части Западного берега, подрывают фактическую основу одного из важнейших пунктов публичной дипломатии Израиля, что он поддерживает решение о создании двух государств и стремится создать палестинское государство.
В 2020 году журналист Haaretz Омер Беньякоб писал, что войны правок в израильско-палестинском конфликте оказали фундаментальное влияние на то, как Википедия решает спорные вопросы; например, практика защиты статей от публичного редактирования и разрешение вносить вклад только зарегистрированным участнкам с определённым уровнем опыта работы с Википедией. По его словам, результатом стало возникновение двух идеологических лагерей, произраильского и пропалестинского, которые оказались в ситуации, которую некоторые называют редакционным тупиком.
В феврале 2021 года Википедия на иврите переименовала статью об «израильской оккупации Западного берега», заменив слово «оккупация» на слово «правление».

### Война в Газе
Война в Газе широко освещалась в Википедии и связанных с ней проектах на разных языках, включая статьи об нападении ХАМАС на Израиль в 2023 году, начиная с 7 октября, а также об израильской блокаде сектора Газа и последовавшем за этим израильском вторжении. Вокруг статей, связанных с войной, происходили конфликты редакторов, вызванные разницей в нарративах сторон конфликта. Например, в первую неделю войны один из редакторов Википедии на иврите добавил в ряд статей информацию о предшествовавших спорных действиях и высказываниях высокопоставленных сотрудников израильских служб безопасности. Критики предположили, что его внимание к этой теме при игнорировании просчётов премьер-министра Биньямина Нетаньяху и близких к нему политиков имело целью возложить вину за непредотвращение нападения на военный истеблишмент, но не правительство.
4 декабря 2023 года Фонд Викимедиа (WMF) опубликовал заявление под названием «Обновления Викимедиа о кризисе в секторе Газа и Израиле» и ещё одно заявление на следующий день, призвав «положить конец мерам, препятствующим доступу к интернету в секторе Газа».

Логотип Википедии на арабском языке, демонстрирующий поддержку палестинцев

23 декабря 2023 года Википедия на арабском языке сменила свой логотип на оформленный в цветах палестинского флага и приостановила редактирование статей на один день в знак протеста против «продолжающихся нападений на палестинский народ» и предвзятости многих западных правительств, особенно США, по отношению к Израилю. Многие арабские и пропалестинские пользователи приветствовали эти меры, в то время как некоторые израильские пользователи критиковали это решение за нарушение правил Википедии о нейтральности.
В начале 2024 года Арбитражный комитет заблокировал трёх редакторов, участвовавших в произраильской кампании по редактированию. Расследование Комитета показало, что после нападений 7 октября один забаненный редактор руководил другими редакторами в редактировании связанных с конфликтом статей, включая использование живых щитов, рейд на Бейт-Риму и преступления против Израиля.
В июне 2024 года в статьях английской Википедии «Операция по спасению из Нусейрата» и «Резня в лагере беженцев в Нусейрате» произошла война правок, что привело к ограничению доступа к редактированию этих статей. В январе 2025 года, после дальнейшего обсуждения, две статьи были объединены в статью под названием «Спасение и резня в Нусейрате».
В июле 2024 года статья английской Википедии «Утверждения о геноциде в ходе израильской атаки на Газу в 2023 году» после двух месяцев обсуждаения была переименована в «Геноцид в Газе». В ноябре того же года ссылка на статью была добавлена в статью «Список геноцидов».
В сентябре 2024 года Jewish Insider сообщил, что группа редакторов из коалиции «Tech for Palestine» использовала сторонние инструменты, такие как Discord, для координации усилий в том, что они называли «информационной битвой за правду, мир и справедливость» на «фронте Википедии». Их деятельность включала составление списков страниц, которые они планировали редактировать, запрос конкретных изменений и распространение обучающих видеороликов «как это сделать». Один из их ресурсов утверждал, что «Википедия — это не просто онлайн-энциклопедия. Это поле битвы нарративов». По данным Jewish Insider, группа частично ответственна за решение классифицировать Антидиффамационную лигу как ненадёжный источник по темам, касающимся израильско-палестинского конфликта. Jewish Journal of Greater Los Angeles предположил, что, несмотря на политический нейтралитет сайта, редакторы часто пытаются привнести собственное предвзятое мнение.
В декабре 2024 года Арбитражный комитет Википедии по «палестино-израильским вопросам» бессрочно заблокировал двух пропалестинских редакторов и ограничил трёх других за «агитацию» или уведомления коллег-редакторов об обсуждении, касающемся конкретной правки «с намерением повлиять на исход обсуждения определённым образом». Комитет обвинил редакторов в «побуждении других пользователей играть с расширенным подтвержденным доступом и заниматься деструктивным редактированием». Некоторые участники описали свою группу как «инструмент войны в Газе для уничтожения Израиля».
В январе 2025 года Арбитражный комитет наложил топик-баны (тематические ограничения) на шесть «пропалестинских» и двух «произраильских» редакторов, запрещающие редактировать статьи, связанные с конфликтом. Запреты были связаны с поведением и действиями редакторов, а не с содержанием их правок. Арбитражный комитет также отметил, что виртуалы являются «постоянной проблемой… производя серьёзные нарушения».

## Комментарии и реакция
В 2021 году Омер Беньякоб отметил, что статьи Википедии на английском, иврите и арабском языках о конфликте сильно различаются, и что конфликт является одной из трёх наиболее регулируемых областей в английской Википедии. В 2023 году Стивен Харрисон из Slate писал: «Не должно вызывать удивления, что Википедия — лучшее место для изучения израильско-палестинского конфликта, чем X, TikTok и другие социальные сети». Историк Шира Кляйн, сравнивая освещение войны Израиля и ХАМАС в английской и ивритской Википедии в 2024 году, заявила, что «в ивритской Википедии присутствуют искажения».
В отчёте Всемирного еврейского конгресса (ВЕК) за март 2024 года Шломит Ахарони Нир отмечает: «Состояние статей, посвященных конфликту, вызывает тревогу ввиду отсутствия нейтральности». В нём также говорилось, что статья Википедии «Сравнение Израиля с нацистской Германией» «нормализует неприемлемое сравнение». WJC также сообщил, что в Википедии произошли «атаки по удалению»: одновременно были выставлены на удаление статьи о резне в Нетив-ха-Асаре, Нир-Ицхаке и Холите, а также об Инбале Рабин-Либерман. Обозреватель либерального The Forward назвал приведённые WJC примеры предвзятости в отношении Израиля «менее чем убедительными». Шломит Ахарони Нир высказывает мнение о способах, при помощи которых данные статьи «Википедии» стали, по его словам, «антиизраильской пропагандой»: предвзятое оформление, упущение ключевых фактов, акцентирование на антиизраильских примерах при игнорировании израильской версии истории, пропаганда маргинальных научных взглядов на сионизм.
В статье в Jerusalem Post в июне 2024 года говорилось, что английская версия статьи о войне Израиля и ХАМАС, возможно, более нейтральна, чем версии на арабском и иврите. В другой статье, написанной в сентябре, сказано, что название статьи о геноциде в Газе должно «при любом разумном подходе забить последний гвоздь в гроб авторитета Википедии как надёжного источника информации об Израиле и евреях». В августе 2024 года Ynetnews писал: «С началом войны Википедия стала полем информационной войны, заметной борьбы за власть между пропалестинскими и произраильскими редакторами. По словам израильских редакторов, многие статьи написаны с антиизраильской точки зрения редакторами, использующими платформу для трансляции палестинского нарратива». «Исраэль хайом» в сентябре 2024 года писал: «Википедия часто подвергается тщательной проверке, особенно когда речь идёт о спорных вопросах, таких как израильско-палестинский конфликт. Поскольку миллионы читателей полагаются на этот сайт в поисках информации, изменения в статьях, подобные этим, могут иметь серьёзные последствия для понимания исторических событий и современных геополитических дебатов общественностью». Согласно отчёту Эшли Риндсберг из медиакомпании Pirate Wires за октябрь 2024 года, группа редакторов Википедии проводит «скоординированную операцию», которая «систематически изменила тысячи статей с целью настроить общественное мнение против Израиля».
В январе 2025 года издание The Forward заявило, что консервативный фонд The Heritage Foundation планирует раскрыть информацию о редакторах сайта, добавивших контент, оцениваемый фондом как антисемитский. Издание опубликовало презентацию с планом по идентификации этих редакторов, заявив, что она была направлена фондом ряду еврейских организаций. В ответ сообщество англоязычной Википедии в марте того же года приняло решение добавить сайт Heritage Foundation в чёрный список. В феврале 2025 года Стивен Харрисон писал: «Давайте проясним: подход Википедии к этой теме невероятно спорный. Многие википедисты намеренно избегают таких страниц, как „Война в Газе“, „Сионизм“ и даже мета-статьи об освещении Википедией израильско-палестинского конфликта».
В отчёте Антидиффамационной лиги (ADL) за март 2025 года говорилось, что была выявлена «многолетняя кампания недобросовестных редакторов, направленная на пересмотр контента Википедии об Израиле и израильско-палестинском конфликте». Этот отчёт был процитирован в письме 23 членов Палаты представителей США в WMF, в котором они спрашивали, как WMF предотвращает антиизраильскую предвзятость в Википедии, и просили Википедию «предоставить нам данные о спорах по содержанию, отменах правок и действиях администраторов, связанных с антисемитской, антисионистской или антиизраильской предвзятостью». ADL заявила, что группа из более чем 30 редакторов Википедии целенаправленно внедряет на сайт «антисемитские идеи, антиизраильские предубеждения и дезинформацию». Согласно заявлению, это наиболее заметно в арабоязычных разделах, где статьи о ХАМАС направлены на прославление группировки, распространение её пропаганды; число подобных правок резко возросло после 7 октября 2023 года.
В апреле The Free Press сообщила, что, по словам человека, близкого к исполняющему обязанности прокурора США по округу Колумбия Эду Мартину, Мартин был обеспокоен «редактированием в Википедии по теме конфликта Израиля и ХАМАС, которое явно направлено против Израиля и в пользу других стран». Левый сайт ScheerPost утверждал: «Несмотря на всю эту правую медиа-агитацию о предполагаемой пропалестинской предвзятости Википедии, есть множество доказательств того, что сионисты в течение многих лет пытались подтолкнуть сайт в более произраильском направлении».
По словам Изабеллы Табаровски из статьи в американском журнале правой направленности Tablet, Википедия оценивает как «в целом надёжные» «ультралевые издания», такие как Haaretz, Intercept, The Nation и Guardian; как «в целом надёжные» — Al Jazeera и Amnesty International, известные своей антиизраильской позицией; «консервативные источники», такие как Fox News, New York Post, Washington Examiner и The Washington Free Beacon, обозначены «с различными оттенками ненадёжности». Эти оценки влияют, в частности, на отбор источников для статей по событиям 7 октября 2023 года и последовавшей войны.

### От Википедии
Соучредитель Википедии Джимми Уэйлс отметил, что данная тема часто обсуждается, но сайт стремится быть нейтральным. С 2023 года статьи Википедии на английском языке об израильско-палестинском конфликте имеют «расширенную подтверждённую защиту», что означает, что редактировать их могут только зарегистрированные участники с определённым сроком существования аккаунта и количеством правок. WJC отметил, что это «лишает многих израильтян возможности редактировать статьи, по темам которых они имеют большие знания».

## Антидиффамационная лига как источник
В июне 2024 года группа редакторов и администраторов Википедии на английском языке отнесла Антидиффамационную лигу (ADL) к «в целом ненадёжным» источникам в вопросах израильско-палестинского конфликта. Редакторы утверждали, что ADL «смешивает» антисионизм с антисемитизмом и использует определение антисемитизма IHRA, которое, по их мнению, клеймит любую критику Израиля в качестве антисемитской и подавляет пропалестинскую риторику. Они утверждали, что ADL «очерняет» организацию «Студенты за справедливость в Палестине» из-за призыва ADL университетам расследовать, оказывала ли данная организация материальную поддержку ХАМАС, признанному в США террористической организацией. Администратор английской Википедии, который оценивал консенсус сообщества в этом обсуждении, заявил о наличии весомых доказательств того, что ADL действует в качестве «произраильской пропагандистской группы», публикующей дезинформацию «до такой степени, что это портит их репутацию в плане точности и проверки фактов относительно израильско-палестинского конфликта». Он также заявил, что ADL имеет обыкновение «смешивать критику действий израильского правительства с антисемитизмом». Позже в том же месяце сообщество английской Википедии пришло к выводу, что ADL нельзя считать достаточно надёжным источником также в темах, где происходит «пересечение проблем антисемитизма и [палестино-израильского] конфликта, например, по вопросу обозначения пропалестинских активистов как антисемитов», но «ADL можно в целом считать надёжным источником информации по теме антисемитизма, когда эта тема не соприкасается с темами Израиля и сионизма».
ADL раскритиковала это решение, заявив, что оно является частью «кампании по делегитимации ADL». Джеймс Леффлер из Университета Джонса Хопкинса, профессор современной еврейской истории, сказал, что редакторы Википедии «находились под сильным влиянием комментариев руководства ADL», которое заняло «гораздо более агрессивную позицию, чем большинство академических исследователей, в размывании различий между антисионизмом и антисемитизмом». По словам генерального директора ADL Джонатана Гринблатта, ADL сделает всё возможное, чтобы убедить руководство Википедии в том, что оно неправильно понимает ситуацию.
В июне 2024 года 43 крупные американские еврейские организации обратились в Фонд Викимедиа с просьбой пересмотреть решение английской Википедии по надёжности Антидиффамационной лиги как источника (считать «лишь в минимальной степени надёжным (то есть использование её информации зависит от контекста) по вопросам антисемитизма за пределами вопросов, связанных с Израилем и сионизмом»), заявив, что это затруднит усилия еврейской общины по защите себя от антисемитизма. В ответ на письмо этих организаций Викимедиа выпустила пресс-релиз, в котором отметила, что не вмешивается в работу сообщества Википедии.

### Комментарии
1. ↑  ХАМАС признан террористической организацией Европейским союзом, Организацией американских государств и властями Аргентины, Австралии, Великобритании, Израиля, Канады, Новой Зеландии, Парагвая, США и Японии. Его деятельность также запрещена в Иордании и Египте.